# イオンファンタジー
株式会社イオンファンタジー（英: AEON Fantasy Co.,LTD.）は、千葉県千葉市美浜区の幕張新都心に本社を置く、大型ショッピングセンター内において「モーリーファンタジー」をはじめとする児童向け遊戯施設を運営するイオングループの企業である。

## 沿革
- 1988年（昭和63年） - ジャスコ株式会社のアミューズメント事業課として創業。
- 1997年（平成9年）2月14日 - ジャスコの100%出資会社として株式会社イオンファンタジー（旧法人）を設立[6]。
- 2000年（平成12年）2月 - 株式会社ファンタジーアイランド（株式額面変更の目的会社、1969年10月31日設立）が、旧法人を吸収合併し株式会社イオンファンタジーに商号変更[2]。
- 2002年（平成14年）2月13日 - ジャスダック市場に上場[7]。
- 2003年（平成15年）11月20日 - 東京証券取引所市場第二部上場[8]。
- 2005年（平成17年）2月1日 - 東京証券取引所市場第一部銘柄に指定替え[9]。
- 2006年（平成18年）
  - 4月10日 - 株式会社マイカルクリエイトの全株式を株式会社マイカル（現在のイオンリテール株式会社）から取得し完全子会社化[2]。
  - 8月21日 - マイカルクリエイトを吸収合併[10]。
- 2007年（平成19年）9月24日 - 初の海外子会社となるイオンファンタジー北京を設立[11]。
- 2011年（平成23年）
  - 3月3日 - イオンマレーシアが行っていたマレーシア内の子ども向け室内遊戯施設の運営を同年2月に設立した当社子会社のイオンファンタジーマレーシアへ事業移管[12]。
  - 5月25日 - タイでの事業展開にむけ、子会社のイオンファンタジータイランド及び持株会社のイオンファンタジーホールディングスタイランドを設立[13]。
- 2013年（平成25年）
  - 7月29日 - 中国子会社のイオンファンタジー北京をイオンファンタジー中国に商号変更[14]。
  - 8月20日 - イオンベトナムを契約先とするベトナムにおけるフランチャイズ事業展開を開始することを発表[15]。
  - 10月31日 - この日までにイオンファンタジーが運営する屋号を「モーリーファンタジー」に統一[16]。
  - 12月17日 - イオンカンボジアを契約先とするカンボジアにおけるフランチャイズ事業展開を開始することを発表[17]。
- 2014年（平成26年）
  - 6月 - フィリピンでの事業展開に向け、完全子会社のイオンファンタジーフィリピンを設立[18]。
  - 11月 - インドネシアでの事業展開に向け、当社子会社のイオンファンタジーインドネシアを設立[19]。
- 2015年（平成27年）
  - 6月1日 - 同年1月にイオンの完全子会社となった株式会社ダイエーの子会社であった株式会社ファンフィールドを吸収合併[20]。この合併により、「らんらんらんど」と「PALO」が当社のブランドに組み込まれ、アミューズメント施設運営業界で国内売上No.1企業となる。
- 2017年（平成29年） 7月 - ベトナムでの事業展開に向け、当社子会社のイオンファンタジーベトナムを設立。
- 2022年（令和4年）4月 - 東京証券取引所プライム市場に移行。

## 事業内容
事業内容はショッピングセンター内「アミューズメント施設」及び「インドアプレイグラウンド」の運営。顧客対象は「12歳までのこどもたちとそのファミリー」に特化している。オリジナルキャラクターとしてリスの「ララちゃん」などがいる。2023年8月末時点で、海外の子会社やフランチャイズによる運営を含めた店舗数は1,118店舗（国内678店舗、中国186店舗、マレーシア112店舗、タイ28店舗、フィリピン52店舗、インドネシア34店舗、ベトナム23店舗、その他アセアン5店舗）。「こどもたちの夢中を育み、”えがお”あふれる世界をつくる。」というパーパスの元、こどもとそのファミリーが安心して遊べる空間を世界に向けて提案している。

### アミューズメント
モーリーファンタジー
アミューズメント事業における主力ブランド。12歳以下の子どもとそのファミリーを対象にし、大型ショッピングセンター内に出店するファミリー向け。小さな子どもが遊ぶスペース「わいわいぱーく」「のびっこ」を併設している店舗もある。2019年11月にオープンした四日市泊店から「あそびごころの森」をコンセプトとして店内内装とロゴマークが一新されており、以降に新規並びにリニューアルオープンされた一部の店舗（松江店、ふじみ野店、上尾店、新利府店、ビバモール赤間店、草加マルイ店、ビバモール蕨錦町店、ライカム店、クロスガーデン川崎店、川口店、白山店、ソコラ南行徳店など）にも採用されている。。
モーリーファンタジーf
「モーリーファンタジー」の派生業態で、中高生からシニア層までの幅広い層に対応。
PALO
ファンフィールドから継承した業態。ティーンズやヤングを中心に、カップル・ファミリー・大人までの幅広い客層を対象とした総合アミューズメントスペース。
TOYS SPOT PALO（トイズスポットパロ）
2020年12月より展開を開始した「PALO」の派生ブランドの一つで、カプセルトイ専門店。
PRIZE SPOT PALO（プライズスポットパロ）
2021年11月より展開を開始した「PALO」の派生ブランドの一つで、クレーンゲーム専門店。店舗によってはキャッシュレス決済にも対応している。
スキッズガーデン
プレイリーダー（保育士・幼稚園教諭の有資格者又は社内教育プログラムを受けたスタッフ）のサポートにより、子ども一人でも遊べる室内遊び場。
Feedy Diner&Arcade (フィーディー・ダイナー＆アーケード)
アメリカンダイナーをモチーフにした複合的アミューズメント施設。2024年11月21日にイオンモール茨木に設置。これまで主要ターゲットとしていた子どもに加え、Z世代の取り込みを図るもの。1950～60年代のアメリカンダイナーをテーマにした空間で、フードやアミューズメントに「写真映え」を意識している。アメリカンダイナーのほかに、クレーンゲームコーナーやプリントシール機コーナーも併設している。2号店を2025年9月にイオンモール綾川で出店する。

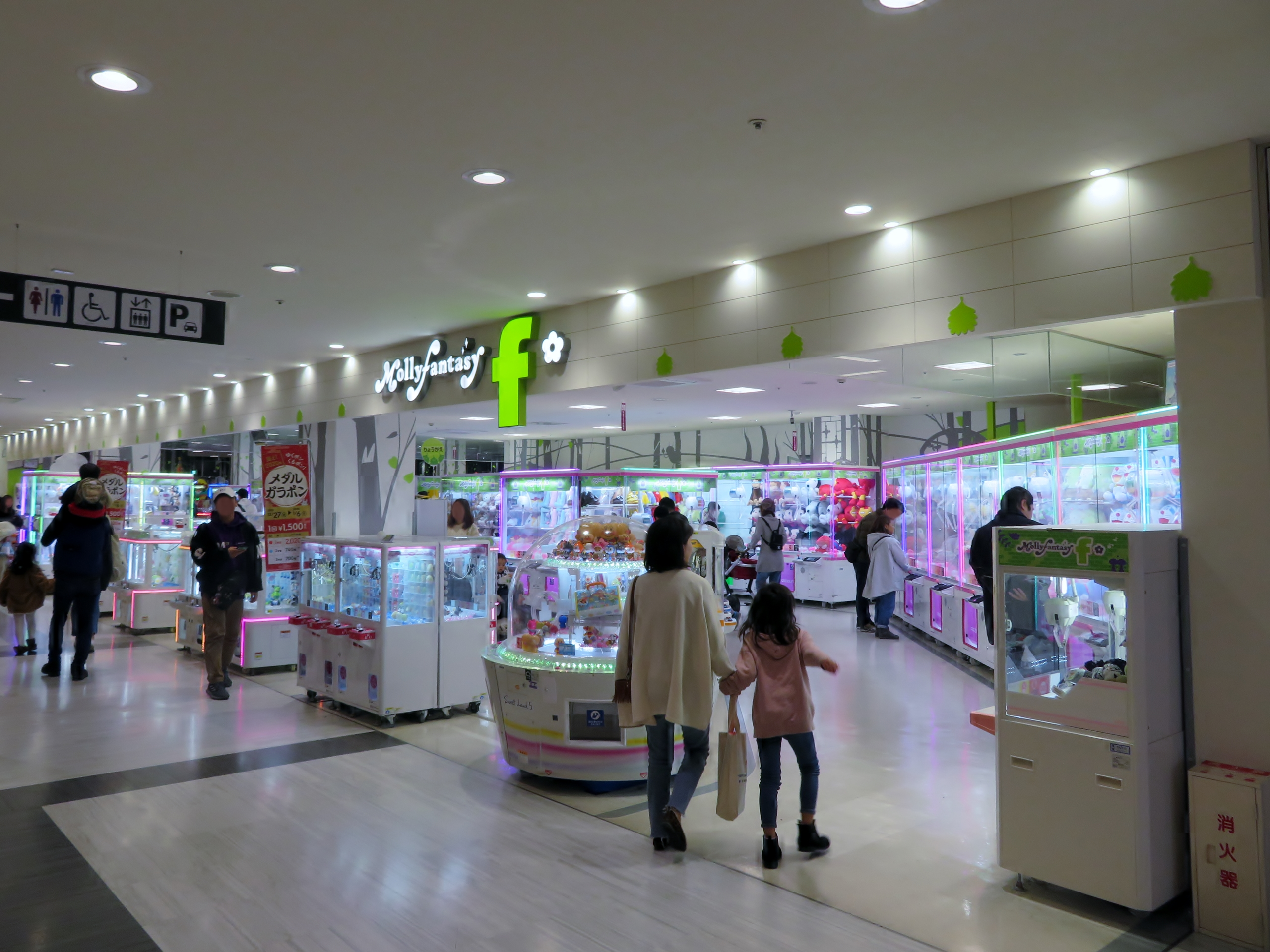
モーリーファンタジー・fの例（茨木店、Feedy Diner&Arcadeにリニューアル）
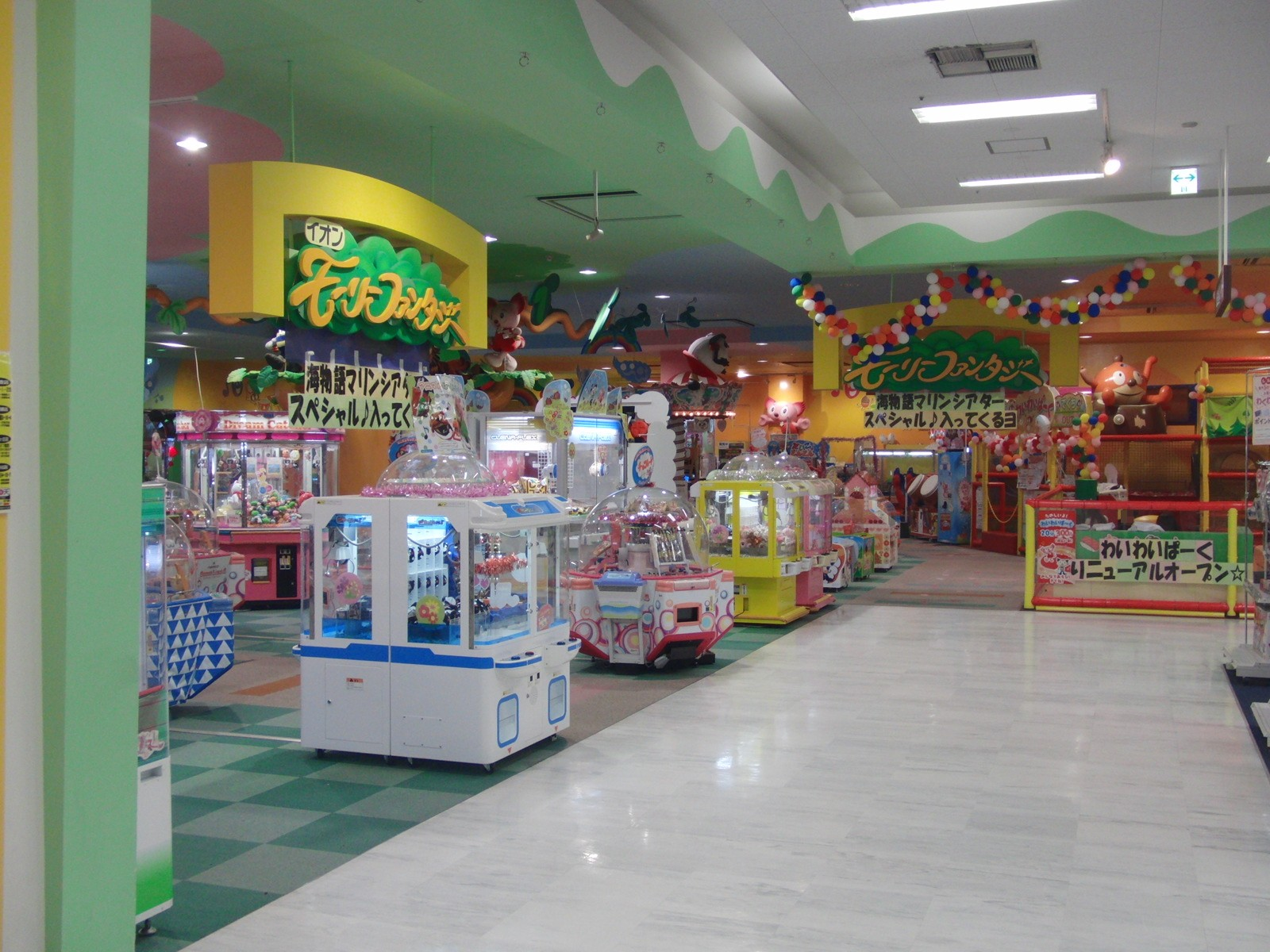
モーリーファンタジーの例（登美ヶ丘店、ロゴ変更前）
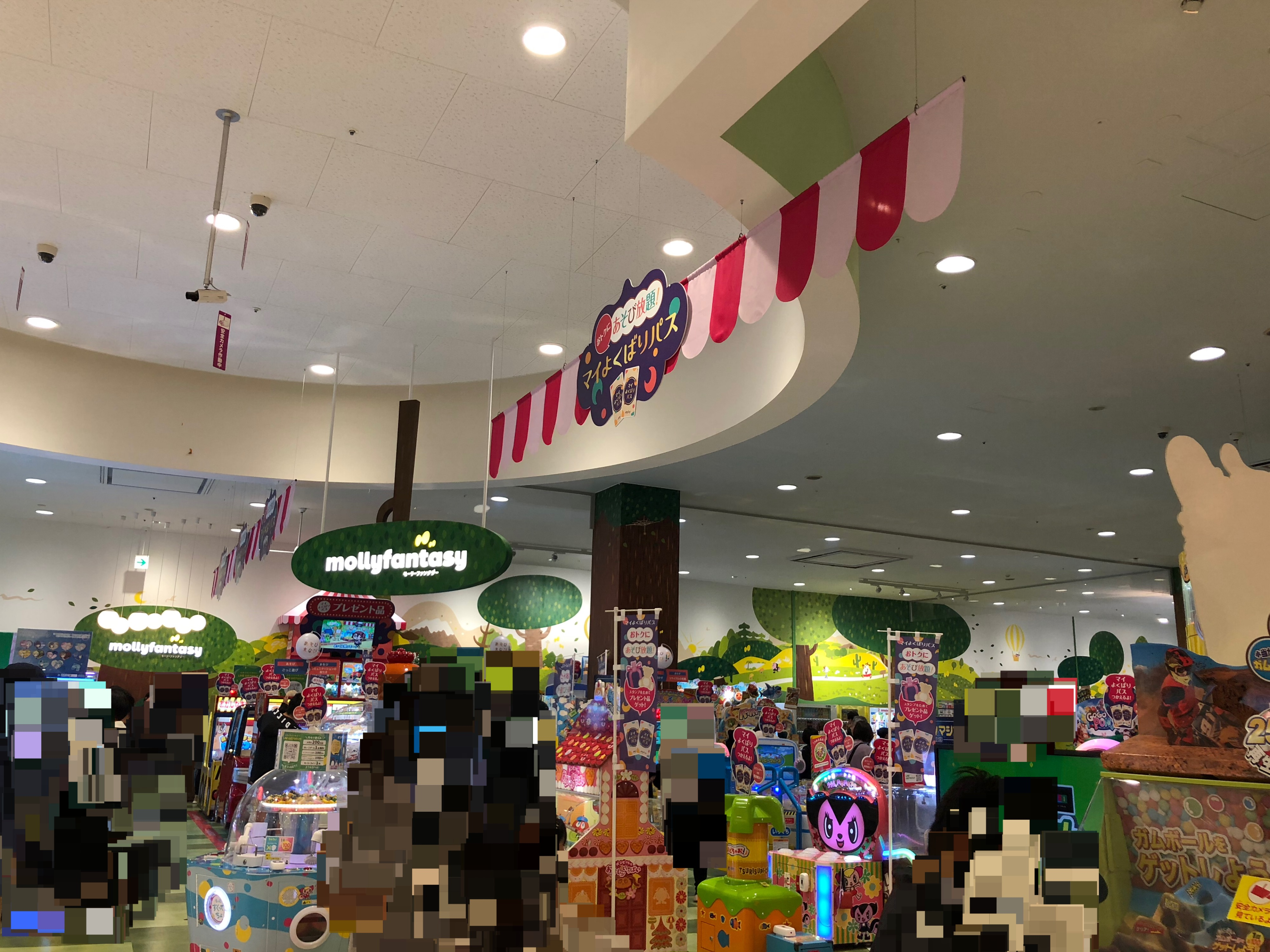
新ロゴの店舗の例(八幡東店)
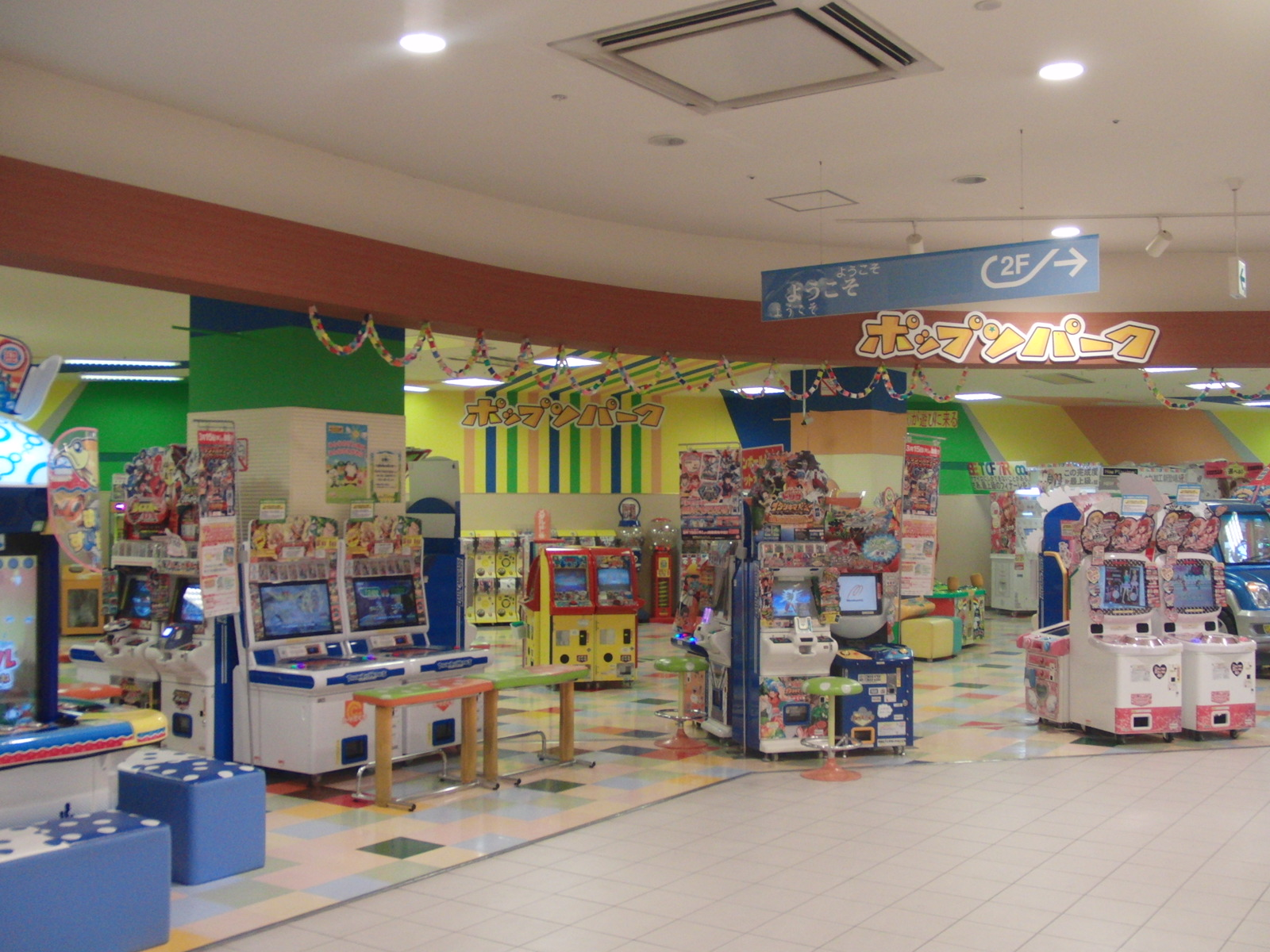
ポップンパークの例（東大阪店、後にモーリーファンタジーに転換後、イオンとともに閉店）
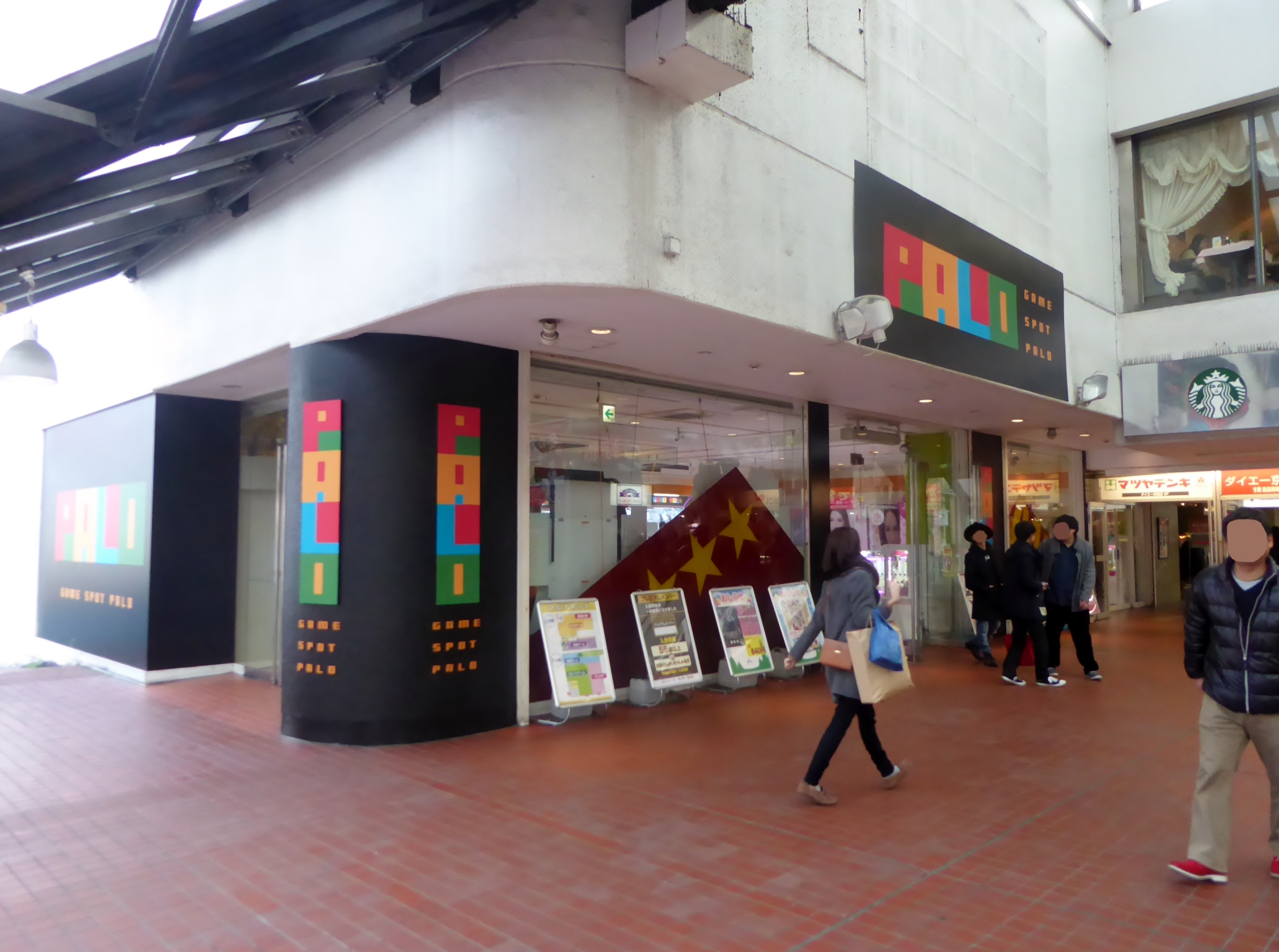
パロ（京橋店、2019年9月閉店）
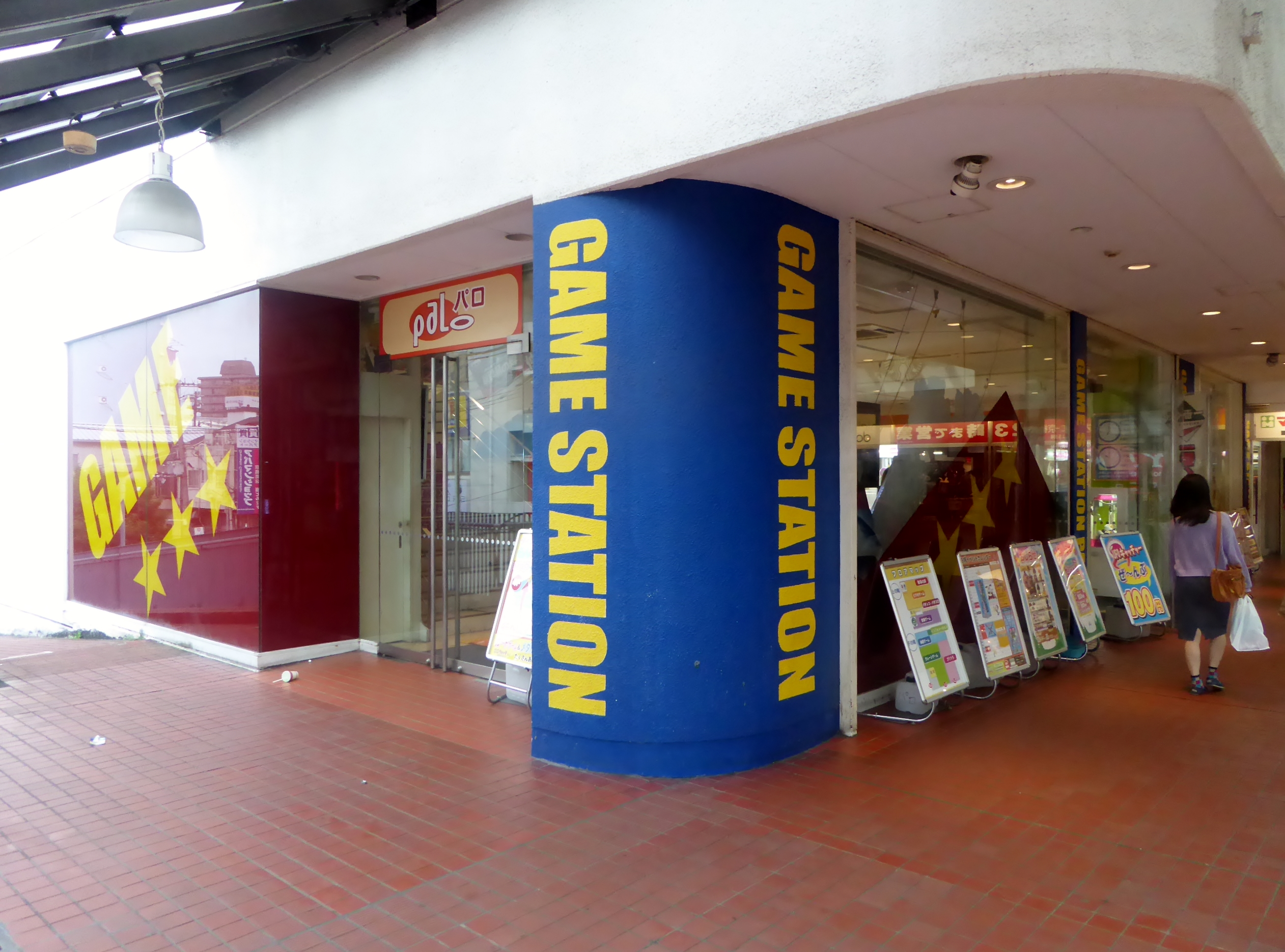
パロ（京橋店、ロゴ変更前）

### プレイグラウンド
キッズーナ
プレイグラウンド事業における主力ブランド。子どもたちの「創造性」「社会性」を育みながら親子で一緒に楽しめる体験ができる「遊・交・知の場」。
FANPEKKA（ファンペッカ）
当社の各国子会社が運営する、フィンランドの文化や教育を遊びに取り入れたテーマプレイグラウンド。遊びを通じ、子どもの主体的な成長を促し、“変化に対応する力”を育む。各国のフィンランド大使館よりオフィシャルサポートを受けている。中国・北京、武漢の他、2016年にはマレーシアのジョホールバル、タイのコラート、2017年にはインドネシアのジャカルタ、2019年にはベトナムのホーチミンに出店した。日本国内では展開されていない。
ちきゅうのにわ
2023年3月に東京スカイツリータウン「東京ソラマチ」の5階にオープンした0歳の赤ちゃんから小学生までの子供とその家族を対象にしたプレイグラウンド。小学6年生までを対象とした時間制子供遊戯施設「キッズガーデン」、0～2歳を対象とした時間制乳児遊戯施設「ベビーガーデン」、クレーンゲームゾーンの「ゲットガーデン」の3つで構成されており、「ゲットガーデン」は年齢を問わず利用可能である。
にこはぴきっず
0 - 6歳の子供とその家族を対象としたキッズエデュメント施設。NHK Eテレの幼児向け番組のキャラクターをモチーフとした遊具をはじめ、関連したキャラクターグッズを扱うショップも併設される。東武百貨店池袋本店に出店している。
EDOKKO（江戸っ子）
2022年1月に子会社のイオンファンタジーインドネシアが1号店をオープンした広大なアスレチック場に着物や忍者衣装を着用しての写真撮影が可能なスタジオも併設された日本風インドアプレイグラウンド。

### その他事業
MOLLY.ONLINE（モーリーオンライン）
2018年3月に参入したインターネットクレーン事業。モーリーファンタジーのスケールメリットを活かした当社限定商材を多く取り扱う。
OYUGIWA（おゆぎわ）
神奈川県海老名市と静岡県浜松市東区に展開している温浴事業

### アニメ
- 「ラララ ララちゃん」

モーリーファンタジーのキャラクターであるララちゃんが登場するアニメ「ラララ ララちゃん」。
声の出演 
| 役名              | 声優       |
| ----------------- | ---------- |
| ララちゃん        | 諸星すみれ |
| イオくん/ペック   | 寺崎裕香   |
| パンビット        | 小林ゆう   |
| ピュータン/ポック | 水橋かおり |
| ウララ            | 星谷美緒   |

### 会員制度
「モーリーフレンズDX」はカード版とアプリ版があり、来店してポイント機でQRコードを読み込むと来店ポイントを獲得することができる。ポイント数に応じてメダルやモーリーコインなどのクーポンに交換ができる。毎月20日30日に「ファンタジーデー」、毎月15日に「プレミアムデー」、毎月最後の金曜日に「プレミアムフライデー」を開催。

### イベント
ララちゃんが夢をかなえるお手伝いします！
毎年行っている社会貢献イベント。全国から子どもの「かなえたい夢」を募集し、抽選で選ばれた子どもの夢をララちゃんがお手伝いして実現するイベント。
ララちゃんイベント
ララちゃんが登場する店舗でのイベント。

### 海外
子会社「イオンファンタジー中国」、「イオンファンタジーマレーシア」、「イオンファンタジータイランド」、「イオンファンタジーフィリピン」、「イオンファンタジーインドネシア」「イオンファンタジーベトナム」を設立。香港、カンボジアにおいてはフランチャイズ店舗を展開している。

## 社会貢献関連
福祉施設支援活動
社会福祉施設支援活動として、施設訪問や子どもたちの招待会を日本国内・海外で行っている。
あそんで募金
2011年3月11日の東日本大震災発生以降、「げんきえがおプロジェクト」を立ち上げ、被災地のお子さまたちの元気な笑顔を取り戻す一助となる活動を行っている。毎月11日、店内の対象遊具売上10％相当金額を東日本復興支援活動、子ども支援活動、環境保全など様々な支援活動に寄付している。

## 受賞関連
第5回マザーズセレクション大賞 ベストサービス部門 受賞
2014年、ファンタジースキッズガーデンが特定非営利活動法人日本マザーズ協会が主催する“第5回マザーズセレクション大賞　ベストサービス部門”受賞
金百合賞 チェーンストア・ブランド最人気賞 受賞
イオンファンタジー中国が運営する室内ゆうえんち「莫莉幻想（モーリーファンタジー）」が、中国チェーンストア経営協会が選出する“チェーン・ストアブランド最人気賞”を受賞
広告賞“ONE SHOW”Silver Pencil 受賞
2016年5月、カンヌ国際広告賞、クリオ賞と並ぶ世界三大広告賞の一つである「ONE SHOW」のデザイン部門（Consumer-Brand Identity/Series）　  において、「PALO」のロゴデザインがSilver Pencilを受賞
中国チェーンストア経営協会「イノベーション賞」受賞
イオンファンタジー中国（永旺幻想（中国）児童遊楽有限公司）が、2016年11月中国蘇州にて開催された中国チェーンストア経営協会表彰会にて「イノベーション・お客さま体験革新賞」を受賞

## かつて運営していた形態
- ファンタジーアイランド
- イオンファンタジーワールド
- famiu
- ダイナレックス - 旧マイカルクリエイトから引き継いだ業態。主にサティなどマイカルグループの店舗内に出店していた。
- らんらんらんど - 旧ファンフィールドから引き継いだ業態。主にダイエーの店舗に出店していた。
- cafe moriccha（カフェもりっちゃ） - カフェと0 - 8歳を対象とした室内遊具、隣接するイベントスペースで構成された複合カフェ。2015年6月にダイエー赤羽店内に1号店をオープン、2016年には、神奈川県茅ヶ崎市に湘南茅ヶ崎店、横浜市に東戸塚店、奈良県大和郡山市に大和郡山店の3店舗を相次いで出店し、2016年10月時点で4店舗体制となったが、2020年2月の東戸塚店の閉店をもって事業から撤退。
- 東京こども区こどもの湯 - 東京スカイツリータウン「東京ソラマチ」内にある銭湯をイメージしたボールプール温泉。プロデューサーのおちまさとの総合プロデュースによる室内遊園地となっており[25]、主なコンテンツは大型ボールプール、すべり台、なりきりタウン、大人向けマッサージチェア等。2016年8月に改装、「虹の湯」（光るボールプール）、すべり台の上からボールが落ちてくる滝、射的に加え、手裏剣遊びが新たなコンテンツとして追加された。2022年8月31日をもって閉店。当社の施設としては2023年3月にオープンした「ちきゅうのにわ」に継承された。

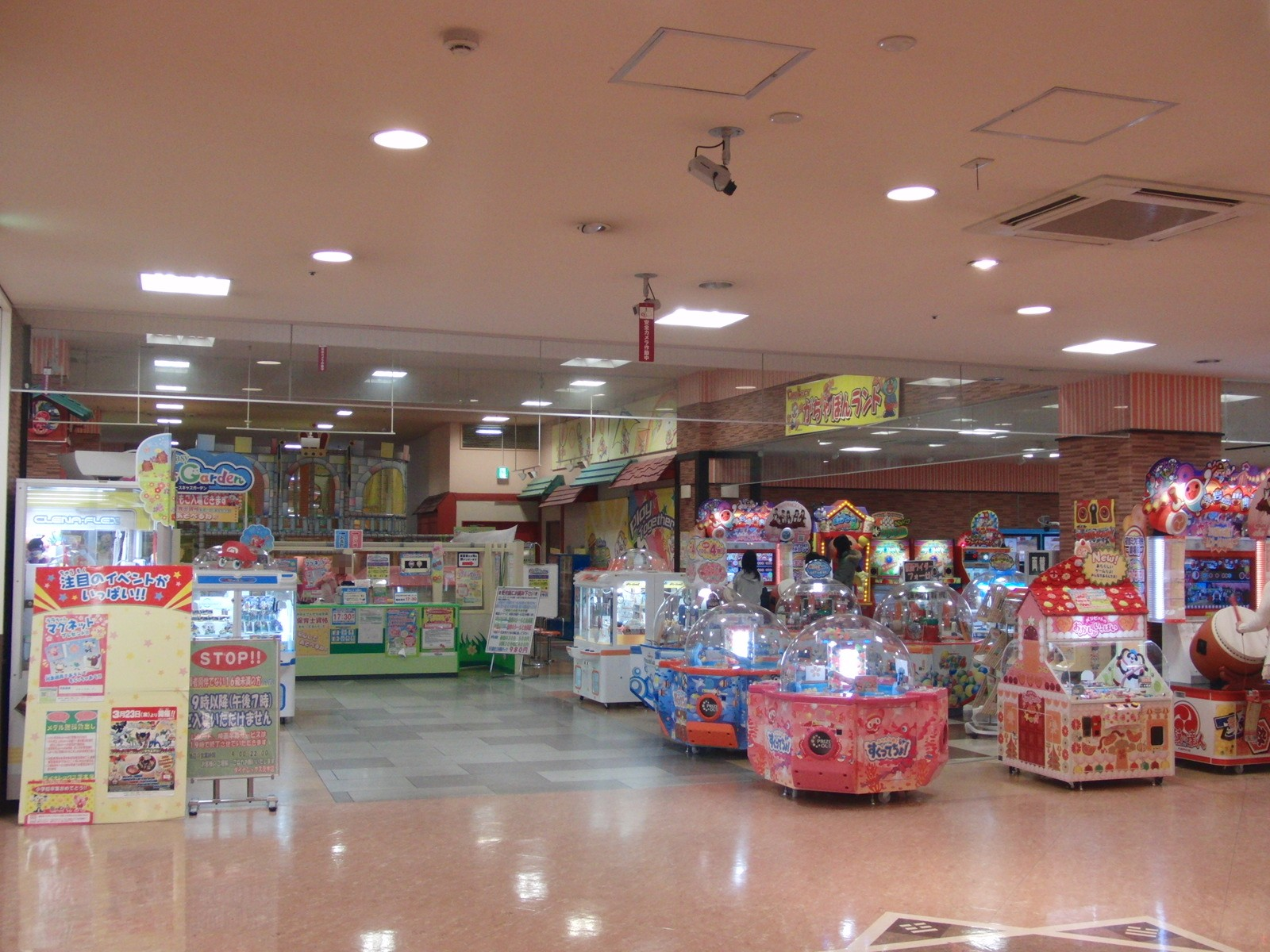
ダイナレックスの例（茨木店、後に上述のモーリーファンタジーを経てモーリーファンタジーfに転換）
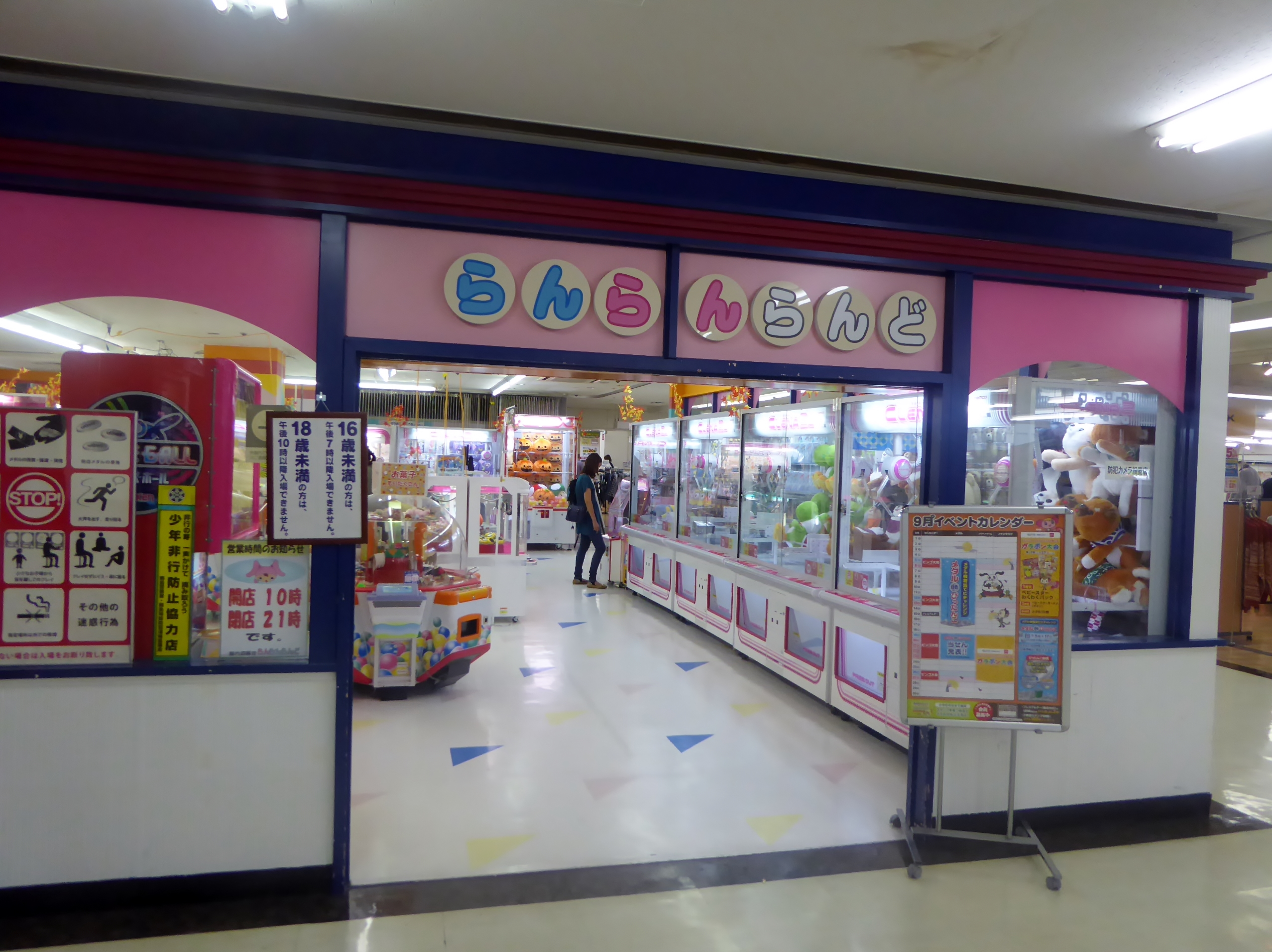
らんらんらんど（京橋店、後にモーリーファンタジーに転換、2019年9月閉店）